# 21 at 33
21 at 33 — музичний альбом Елтона Джона. Виданий 13 травня 1980 у Великій Британії і у травні 1980 у США. Загальна тривалість композицій становить 42:53. Альбом відносять до напрямку софт-рок.

## Список пісень

### Сторона 1
| #  | Назва                               | Автор                   | Тривалість |
| -- | ----------------------------------- | ----------------------- | ---------- |
| 1. | «Chasing the Crown»                 | Елтон Джон, Берні Топін |            |
| 2. | «Little Jeannie»                    | Джон, Gary Osborne      |            |
| 3. | «Sartorial Eloquence»               | Джон, Tom Robinson      |            |
| 4. | «Two Rooms at the End of the World» | Джон, Топін             |            |

### Сторона 2
| #  | Назва                            | Автор             | Тривалість |
| -- | -------------------------------- | ----------------- | ---------- |
| 1. | «White Lady White Powder»        | Джон, Топін       |            |
| 2. | «Dear God»                       | Джон, Osborne     |            |
| 3. | «Never Gonna Fall in Love Again» | Джон, Robinson    |            |
| 4. | «Take Me Back»                   | Джон, Osborne     |            |
| 5. | «Give Me the Love»               | Джон, Judie Tzuke |            |